# Sa’sa
Sa’sa (arab. سعسع) – nieistniejąca już arabska wieś, która była położona w Dystrykcie Safedu w Mandacie Palestyny. Wieś została wyludniona i zniszczona podczas I wojny izraelsko-arabskiej przez Siły Obronne Izraela 30 października 1948.

## Położenie
Sa’sa leżała w Górnej Galilei u podnóża masywu górskiego Meron, w odległości 12 kilometrów na północny zachód od miasta Safed. Według danych z 1945 do wsi należały ziemie o powierzchni 1 479,6 ha. We wsi mieszkało wówczas 1130 osób.
| własność gruntów | powierzchnia gruntów (hektary) |
| ---------------- | ------------------------------ |
| Arabowie         | 1 282,2                        |
| Żydzi            | 0                              |
| publiczne        | 197,4                          |
| Razem            | 1 479,6                        |

| Rodzaj użytkowanych gruntów | hektary |
| --------------------------- | ------- |
| uprawy oliwek               | 15      |
| uprawy nawadniane           | 140,4   |
| uprawy zbóż                 | 451,4   |
| nieużytki                   | 883     |
| zabudowane                  | 4,8     |

## Historia
W 1596 Sa’sa była dużą wsią z 457 mieszkańcami, którzy utrzymywali się z upraw pszenicy, jęczmienia, owoców, oliwek, winorośli, oraz hodowli kóz i miodu.

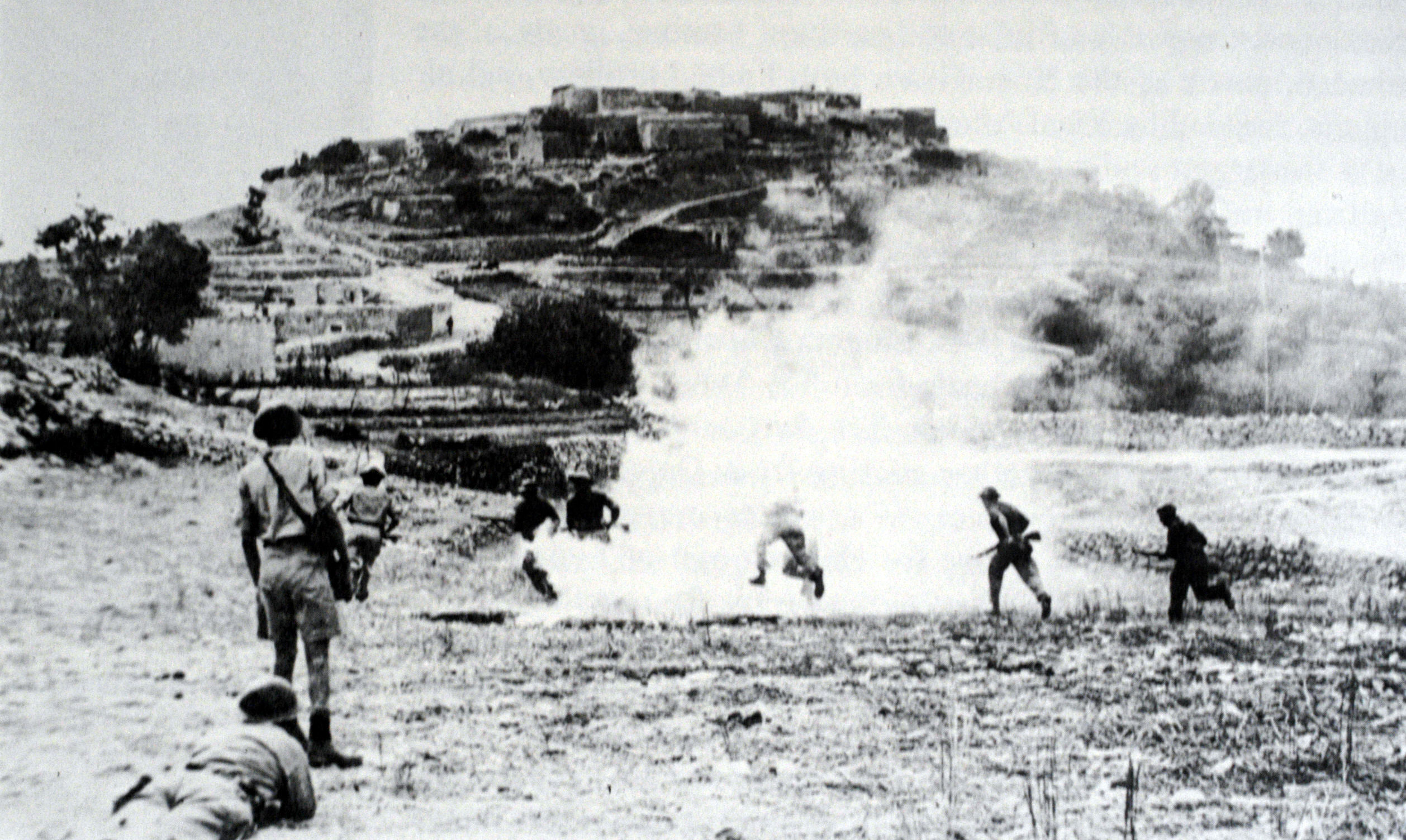
Izraelscy żołnierze podczas ataku na Sa’sa

Izraelscy żołnierze w zdobytej wiosce Sa’sa

W okresie panowania Brytyjczyków Sa’sa była małą wsią. We wsi znajdował się meczet, oraz dwie szkoły podstawowe (jedna dla chłopców i druga dla dziewcząt).
Podczas wojny domowej w Mandacie Palestyny w rejonie wioski Sa’sa stacjonowały siły Arabskiej Armii Wyzwoleńczej. W dniu 15 lutego 1948 żydowskie siły Palmach wkroczyły w nocy do wsi, zabijając 15 mieszkańców i wysadzając 15 domów. Podczas I wojny izraelsko-arabskiej w październiku 1948 Izraelczycy przeprowadzili operację Hiram. W dniu 30 października Sa’sa została zajęta przez izraelskich żołnierzy. Po ustaniu walk wysiedlono wszystkich mieszkańców, a domy wyburzono.

## Miejsce obecnie
Na terenie wioski Sa’sa powstał w 1949 kibuc Sasa.
Palestyński historyk Walid Chalidi, tak opisał pozostałości wioski Sa’sa: „Pozostały niektóre drzewa oliwne i pojedyncze ściany domów. Kilka domów jest obecnie wykorzystywanych przez osadę, jeden z nich ma łukowate wejście i łukowate okna”.